# Heterospilus separatus
Heterospilus separatus är en stekelart som beskrevs av Fischer 1960. Heterospilus separatus ingår i släktet Heterospilus och familjen bracksteklar. Inga underarter finns listade i Catalogue of Life.